# Integral Čebišova
Integrál Čebišova [~ čebíšova] je v matematiki nedoločeni integral, določen kot:
{\displaystyle \int x^{m}(a+bx^{n})^{p}\,\mathrm {d} x\!\,.}
Imenuje se po Pafnutiju Lvoviču Čebišovu.
Poseben primer integrala pri: {\displaystyle a=1,\,b=-1,\,n=1} ima obliko specialne funkcije:
{\displaystyle \int x^{m}(1-x)^{p}\,\mathrm {d} x=\mathrm {B} (x;1+m,1+p)\!\,,}
kjer je {\displaystyle \mathrm {B} (x;\,a,\,b)} nepopolna funkcija beta.